# Ortygornis sephaena
Il francolino crestato (Ortygornis sephaena (A.Smith, 1836) è un uccello galliforme della famiglia dei Fasianidi, diffuso nell'Africa subsahariana.

## Distribuzione e habitat
La specie ha un ampio areale subsahariano che comprende Angola, Botswana, Congo, Etiopia, Kenya, Malawi, Mozambico, Namibia, Somalia, Sudafrica, Sud Sudan, Sudan, Swaziland, Tanzania, Uganda, Zambia e Zimbabwe.

## Tassonomia
Sono note le seguenti sottospecie:
- Ortygornis sephaena sephaena (Smith, 1836)
- Ortygornis sephaena grantii (Hartlaub, 1866)
- Ortygornis sephaena rovuma (Gray, 1867)
- Ortygornis sephaena spilogaster (Salvadori, 1888)
- Ortygornis sephaena zambesiae (Mackworth-Praed, 1920)